# Cláudio Filho
Cláudio Lopes Selva Filho, mais conhecido por Cacau (Recife, 5 de Abril de 1980), é um avançado de hóquei em patins brasileiro, que atualmente joga no Hockey Sandrigo, da Itália.

## Títulos
Hockey Bassano
- Liga Série A1: 2008/09
- Supercoppa da Itália: 2009/10

 SL Benfica
- Liga Europeia de Hóquei em Patins : 2012/13

- Taça Continental: 2011/12
- Taça CERS: 2010/11
- Campeonato Português: 2011/12
- Supertaça de Portugal: 2010/11, 2012/13

 Hockey Breganze
- Coppa Italia: 2014-15

 Sporting CP
- Supertaça de Portugal: 2015/16

 Seleção Brasileira de Hóquei em Patins
- Artilheiro (Melhor marcador) do Campeonato do Mundo de Hóquei em Patins Masculino de 2011
- Artilheiro (Melhor marcador) do Campeonato do Mundo de Hóquei em Patins Masculino de 2013